# キャロン・ホーガン
キャロン・ホーガン（Caron Hogan）は、日本の女性歌手である。初期のハルヲフォン（のちの近田春夫&ハルヲフォン）に参加していたことで知られる。生年月日、生地不詳。

## 人物・来歴
アフロアメリカン系のシンガーで、東京・六本木のディスコ「アフロレイキ」の看板歌手であった。リン・コリンズが好きで、リンの『Think (About It)』（1972年）や『Rock Me Again and Again』（1974年）、アレサ・フランクリンの『Rock Steady』（1971年）等がレパートリーであった。
1975年（昭和50年）、ハルヲフォンに参加、キングレコードからの企画盤シングル『FUNKYダッコNo.1』にリード・ボーカルとして参加。当時のハルヲフォンのメンバーは、近田春夫、恒田義見、高木英一、小林克己、キャロン、長谷川康之の6人であった。同曲は、コンピレーション・アルバム『ディスコ歌謡コレクション＊キング編』（2001年11月25日発売）に収められ、CDでもその歌声に触れることができる。この当時の姿が、2008年（平成20年）の映画『ロック誕生』（監督村兼明洋）に登場している。その後も、都内をメインにレビュー・ショーなどでシンガーとして活動。
2018年1月17日、逝去（享年60歳）。

## ディスコグラフィ

### シングル
- FUNKYダッコNo.1 1975年発売 （キングレコード） - リード・ボーカル

## フィルモグラフィ
- ロック誕生 （監督村兼明洋、2008年） - アーカイヴフッテージ出演

## 関連事項
- リン・コリンズ（en:Lyn Collins）
- 近田春夫&ハルヲフォン